# Баскетболистка года конференции West Coast
Баскетболистка года конференции West Coast (Западного Побережья) (англ. West Coast Conference Women's Basketball Player of the Year) — это ежегодная баскетбольная награда, вручаемая по результатам голосования лучшей баскетболистке среди студенток конференции West Coast (WCC), входящей в I дивизион NCAA. Голосование проводится среди главных тренеров команд, входящих в конференцию, причём свои голоса они подают после окончания регулярного чемпионата, но перед стартом плей-офф, то есть в начале марта, однако они не могут голосовать за своих собственных подопечных. Трофей был учреждён и впервые вручён Соне Картер из международного университета Альянса в сезоне 1985/86 годов.
Конференция официально начала свою деятельность в 1985 году, тогда в неё входило шесть команд, в 1987 году в неё включили ещё две команды, а в 2011 году их число увеличилось до девяти. Конференция WCC является одной из самых старых конференций первого дивизиона NCAA, и поэтому за свою длинную историю количество команд в её составе (на данный момент их одиннадцать) постоянно изменялось из-за образования новых конференций, в которые переводили определённое количество команд из уже существующих конференций.
Всего пять игроков: Энджа Бордт, Мелисса Кинг, Кортни Вандерслут, Шейли Гонсалес и Ивонн Иджим получали этот приз несколько раз, причём Вандерслут получала его три раза. Только Соня Картер становилась лауреатом награды, будучи первокурсницей. Два раза обладателями приза становились сразу два игрока (2007 и 2021). Чаще других победителями данной номинации становились баскетболистки университета Гонзага (13 раз), университета Бригама Янга (7 раз), университета Санта-Клары (6 раз), колледжа Сент-Мэрис в Калифорнии (5 раз) и университета Портленда (4 раза).

## Легенда
|                 | Сообладатели награды |
| *               | Становились лауреатами Приза имени Джеймса Нейсмита (1983—), Приза имени Джона Вудена (2004—) или Приза имени Маргарет Уэйд (1978—) |
| Игрок (X)       | Количество титулов баскетболисток                                                                                                   |
| Университет (X) | Количество титулов университетов |

## Победители
| Сезон   | Игрок                 | Фото | Университет                         | Позиция            | Год обучения | Примечания |
| ------- | --------------------- | ---- | ----------------------------------- | ------------------ | ------------ | ---------- |
| 1985/86 | Соня Картер           |      | Международный университет Альянса   | Защитник / Форвард | Первый       |            |
| 1986/87 | Тери Хант             |      | Университет Сан-Франциско           | Центровая          | Четвёртый    |            |
| 1987/88 | Доринда Линдстрём     |      | Университет Санта-Клары             | Центровая          | Четвёртый    |            |
| 1988/89 | Энджа Бордт           |      | Колледж Сент-Мэрис в Калифорнии     | Защитник           | Второй       |            |
| 1989/90 | Энджа Бордт (2)       |      | Колледж Сент-Мэрис в Калифорнии (2) | Защитник           | Третий       |            |
| 1990/91 | Мелисса Кинг          |      | Университет Санта-Клары (2)         | Защитник           | Второй       |            |
| 1991/92 | Марта Шелдон          |      | Портлендский университет            | Форвард            | Четвёртый    |            |
| 1992/93 | Мелисса Кинг (2)      |      | Университет Санта-Клары (3)         | Защитник           | Четвёртый    |            |
| 1993/94 | Кристин Силвернолл    |      | Университет Санта-Клары (4)         | Форвард            | Четвёртый    |            |
| 1994/95 | Эми Клэбо             |      | Портлендский университет (2)        | Центровая          | Четвёртый    |            |
| 1995/96 | Лора Сейл             |      | Портлендский университет (3)        | Защитник / Форвард | Четвёртый    |            |
| 1996/97 | Дина Лансинг          |      | Портлендский университет (4)        | Защитник           | Четвёртый    |            |
| 1997/98 | Лиза Сакко            |      | Университет Санта-Клары (5)         | Защитник           | Четвёртый    |            |
| 1998/99 | Трейси Моррис         |      | Колледж Сент-Мэрис в Калифорнии (3) | Форвард            | Третий       |            |
| 1999/00 | Рашида Кларк          |      | Университет Пеппердайна             | Защитник           | Третий       |            |
| 2000/01 | Джермиша Дости        |      | Колледж Сент-Мэрис в Калифорнии (4) | Центровая          | Третий       |            |
| 2001/02 | Джеркиша Дости        |      | Колледж Сент-Мэрис в Калифорнии (5) | Форвард            | Четвёртый    |            |
| 2002/03 | Тамара Макдональд     |      | Университет Пеппердайна (2)         | Защитник           | Четвёртый    |            |
| 2003/04 | Кейт Мюррей           |      | Университет Лойола-Мэримаунт        | Защитник / Форвард | Четвёртый    |            |
| 2004/05 | Шеннон Мэттьюз        |      | Университет Гонзага                 | Защитник           | Четвёртый    | [ 1 ]      |
| 2005/06 | Мишель Козад          |      | Университет Санта-Клары (6)         | Защитник           | Четвёртый    | [ 2 ]      |
| 2006/07 | Стефани Хоук          |      | Университет Гонзага (2)             | Форвард            | Четвёртый    | [ 3 ]      |
| 2006/07 | Аманда Рего           |      | Университет Сан-Диего               | Защитник           | Третий       | [ 4 ]      |
| 2007/08 | Хизер Боуман          |      | Университет Гонзага (3)             | Форвард            | Второй       | [ 5 ]      |
| 2008/09 | Кортни Вандерслут     |      | Университет Гонзага (4)             | Защитник           | Второй       | [ 6 ]      |
| 2009/10 | Кортни Вандерслут (2) |      | Университет Гонзага (5)             | Защитник           | Третий       | [ 7 ]      |
| 2010/11 | Кортни Вандерслут (3) |      | Университет Гонзага (6)             | Защитник           | Четвёртый    | [ 8 ]      |
| 2011/12 | Кристен Райли         |      | Университет Бригама Янга            | Форвард            | Четвёртый    | [ 9 ]      |
| 2012/13 | Тейлор Карр           |      | Университет Гонзага (7)             | Защитник           | Четвёртый    | [ 10 ]     |
| 2013/14 | Дженнифер Хэмсон      |      | Университет Бригама Янга (2)        | Центровая          | Четвёртый    | [ 11 ]     |
| 2014/15 | Морган Бейли          |      | Университет Бригама Янга (3)        | Форвард            | Четвёртый    | [ 12 ]     |
| 2015/16 | Лекси Ридалч          |      | Университет Бригама Янга (4)        | Защитник           | Четвёртый    | [ 13 ]     |
| 2016/17 | Кэсси Броудхэд        |      | Университет Бригама Янга (5)        | Защитник           | Третий       | [ 14 ]     |
| 2017/18 | Джилл Барта           |      | Университет Гонзага (8)             | Форвард            | Третий       | [ 15 ]     |
| 2018/19 | Ясмин Робинсон-Бейкот |      | Университет Пеппердайна (3)         | Форвард            | Четвёртый    | [ 16 ]     |